# 韦尔达勒
韦尔达勒（法語：Verdalle，法語發音：[vɛʁdal]）是法国奧克西塔尼大區塔恩省的一个市镇，属于卡斯特尔区。

## 地理
韦尔达勒（43°30'39"N, 2°9'36"E）面积24.24 平方千米，位于法国奧克西塔尼大區塔恩省，该省份为法国南部内陆省份，北起顺时针与阿韦龙省、埃罗省、奥德省、上加龙省和塔恩-加龙省接壤。
与韦尔达勒接壤的市镇（或旧市镇、城区）包括：阿尔丰、杜尔涅、埃斯库桑、莱斯库、马萨盖勒、圣阿夫里克-莱蒙塔涅、圣阿维、苏阿勒、维维耶莱蒙塔涅。

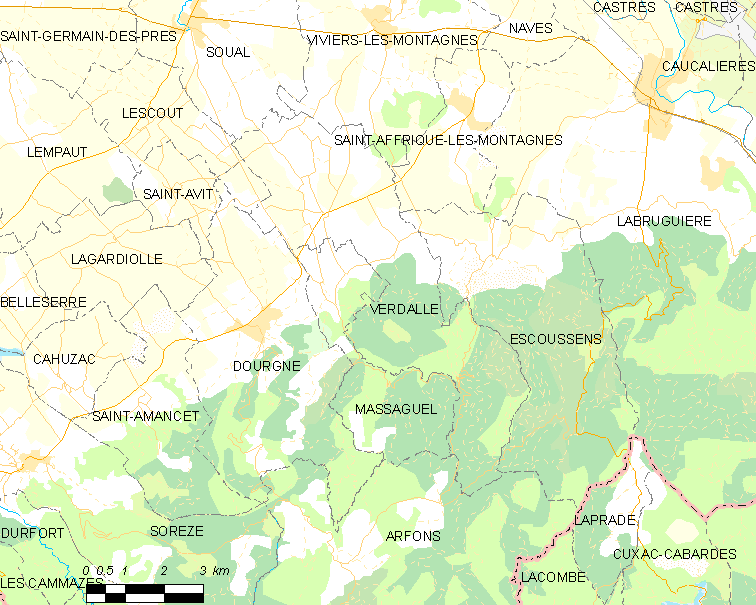
韦尔达勒的OSM定位图

韦尔达勒的时区为UTC+01:00、UTC+02:00（夏令时）。

## 行政
韦尔达勒的邮政编码为81110，INSEE市镇编码为81312。

## 政治
韦尔达勒所属的省级选区为努瓦尔山县。

## 人口

1962-2008年间韦尔达勒人口变化图示

韦尔达勒于2022年1月1日时的人口数量为1026人。